# 青木銀一
青木 銀一（あおき ぎんいち、1929年（昭和4年）11月19日 - 2019年（令和元年）5月5日）は、平成時代の政治家。北海道三笠市長。三笠市名誉市民。

## 経歴
北海道夕張郡夕張町（現夕張市）出身。札幌鉄道教習所を卒業し、三笠市役所に入り、経済振興課長などを経て、1979年（昭和54年）より助役を1期務めた。ほか、商工会副会長を歴任した。
1991年（平成3年）三笠市長に当選し、2003年（平成15年）まで連続3期12年務めた。